# Campbell-réce
A Campbell-réce (Anas nesiotis) a lúdalakúak (Anseriformes) rendjébe, ezen belül a récefélék (Anatidae) családjába, az úszórécék (Anatinae) alcsaládjába tartozó úszómadár.

## Rendszerezése
A fajt James Henry Fleming kanadai ornitológus írta le 1935-ben, a Xenonetta  nembe Xenonetta nesiotis néven. Szerepelt a maori réce (Anas aucklandica) alfajaként Anas aucklandica nesiotis néven is.

## Előfordulása
Az Új-Zélandhoz tartozó (attól kb. 760 kilométerre délre található) Campbell-szigeten honos. Természetes élőhelyei a szubantarktikus erdők és füves puszták, édesvízi tavak, folyók és patakok környéke, valamint sziklás és homokos tengerpartok. Állandó, nem vonuló faj.

## Megjelenése
Kis termetű, barna színű a tollazata és sárga a csőre.
|  |

## Életmódja
Éjszakai életmódú, rövid szárnyú, ezért röpképtelen úszóréce faj.

## Természetvédelmi helyzete
Az elterjedési területe kicsi, egyedszáma kicsi viszont stabil. A Természetvédelmi Világszövetség Vörös listáján sebezhető fajként szerepel.
A faj szerepelt a Természetvédelmi Világszövetség a "kihalástól közvetlenül veszélyeztetett" kategóriában is, mivel vadon élő populációja nem haladta meg az 50 példányt. Katasztrofális megritkulásának oka a szigetre behurcolt vándorpatkány (Rattus norvegicus), mely főleg a tojásokra és a fiatal madarakra különösen veszélyes.
A fajt csak 1935-ben írták le hivatalosan és 1944-re azt feltételezték, hogy kihalt.
1958-ban meg nem erősített beszámoló szerint látták, ám ezután nem lehetett hallani róla 1975-ig.
1975-ben a Campbell-szigethez közel fekvő, kicsiny (mindössze 23 hektáros), addig patkánymentes Dent szigeten felfedezték egy kisszámú túlélő populációját.
Ez a populáció olyan kicsiny volt, hogy ha bármi is történt volna a madarakkal az a faj teljes kipusztulását vonta volna maga után.
Ezért 1984-ben az új-zélandi Vadvilág Szolgálat emberei 11 madarat befogtak és áttelepítették őket a Pukaha Mount Bruce Nemzeti Parkba Új-Zélandra. A többi madár is követte őket 1990-ben.
A madarak néhány évnyi fészkelési probléma után végül szaporodni kezdtek és 1999-ben és 2000-ben egy kis, 25 egyedből álló populációt áttelepítettek a Codfish szigetre, ahol már értek el eredményeket más, szintén veszélyeztetett madárfajokkal, mint például a szintén kihalással fenyegetett kakapóval vagy más néven bagolypapagájjal (Strigops habrobpitus).
A mentési munkálatok utolsó fázisában nekiláttak újra élhetővé tenni a madarak számára a Campbell szigetet és kiirtani onnan a betelepített fajokat. Először kiirtották a betelepített juhokat és macskákat, majd elindították az eddigi legnagyobb patkányirtó hadjáratot, amit e rágcsálók ellen viseltek.
Több mint 120 tonna mérget szórtak ki helikopterről 2001-ben a sziget 11 331 hektárjára. 
A művelet sikeres volt, a Campbell szigetről több mint 200 000 vándorpatkányt sikerült kiirtani, ez eddig a legnagyobb méreggel kiirtott patkánypopuláció. A szigetet 2003-ban patkánymentesnek nyilvánították.
2004-ben 50 Campbell-récét engedtek szabadon otthonában, melyek között fogságból származó példányok éppúgy megtalálhatóak voltak, mint a Codfish szigetről való, ott szabadon élők. Ezzel a Campbell-réce több mint egy évszázad után újra visszatérhetett eredeti otthonába. A 2005-ben végzett felmérés szerint a madarak java része remekül megszokta régi otthonát és elkezdtek szaporodni is.
A madarak végül sikeresen megtelepedtek a szigeten, ennek köszönhetően a faj státuszát 2011-ben a "kihalóban" kategóriából áthelyezték az egy kategóriával alacsonyabb "veszélyeztetett" kategóriába, majd 2020-ban a "sérülékeny" kategóriába.